# السيد الرئيس (رواية)
السيد الرئيس رواية شهيرة كتبها ميغل أنخل أستورياس عام 1946 وحصل بفضلها على جائزة نوبل في الأدب عام 1967. ترجمها للعربية ماهر البطوطي. صدرت عن مؤسسة أروقة للدراسات والترجمة والنشر سنة 2001، كما صدرت مجددًا عن مؤسسة هنداوي عام 2022. تعد هذه الرواية علامة بارزة في أدب أمريكا اللاتينية، ومع ذلك فقد بقيت محجوبة عن الوطن العربي حتى عام 1985 ربما لتشابه ظروف الرواية مع أحوال معظم الدول العربية.
استمد أستورياس مادة روايته من سنوات حكم مانويل إسترادا كابريرا الذي حكم بلده غواتيمالا لعشرين سنة حكما دكتاتوريا غاشما. بيد أن المؤلف يعمد إلى الصور البلاغية الجديدة في تصوير شخصياته ويغلف روايته بستار شفاف من السخرية والواقعية السحرية وفولكلور السكان الأصليين للقارة مما جعل من هذه الرواية درة أعماله التي توجت بفوزه بجائزة نوبل للآداب عام 1967.

## وصف الرئيس
كتبها باللغة الإسبانية لغة موطنه غواتيمالا عن حال البلد في ظل رئيس ديكتاتوري.
هو مجنون مستبد طاغ شهواني، يقتل بالسهولة التي يتناول بها طعام فطوره ويصدر قراراته الدموية بالرقة والهمس الذين يخاطب بهما النساء ويستمع إلى الموسيقى. حول وطنه إلى جحيم ومرتع للصوص والقتلة المأجورين. معاونوه مسخ آدمية مشوهة، خربة، مرتشية. مواطنوه مقهورون مُهانون مُذلون يحلمون بالجمال والحق والخير والأرض والطير.
سجونه مليئة بشعراء ومثقفين ورجال دين رفضوا أن يصلوا له بدلا من الله. وفي محاكمه الصورية تغيب شعارات العدالة وترتفع شعارات أكثر قسوة وظلاماً من ظلم الدنيا، ففي هذه المحاكم من الأفضل أن تكون مذنباً على أن تكون بريئاً ولا ترضى عنك الحكومة.
تعتبر هذه الرواية من أفضل الروايات، وسطورها تنبض صدقاُ وقسوةُ وعنفاً، وخلف القسوة تختبئ حقول الحنطة وصياح الديك، وقطرات ندى في صباح جميل يشرق على الوطن.
وأكثر ما يميز هذا الأدب هو الصدق الفني العالي الذي يجعل من العمل الفني عملاً أقرب ما يكون إلى متلقيه، حيث يستطيع نقلنا من عالمنا إلى عالمه فنعيش معه رطوبة السجن وعفن الخبز والموت الحي الأبدي والانتظار في زنازين مغلقة لا ترى فيها إلا وجه الموت القادم وتحلق معه في عالمه وتجري لتحتضن الشمس وتعانق طين الأرض.

## الشخصيات
- السيد الرئيس، الديكتاتور المتسلط الذي يحتكر السلطة ويستعبد شعبه، وهو حاضر في الرواية كظل مخيف أكثر منه كشخصية متكلمة.
- الجنرال كاناليس، الذي يُستخدم ككبش فداء، وذو الوجه الملائكي، المسؤول المنافق الذي يحاول الهروب من سطوة الرئيس، لكنه ينتهي ضحية لمؤامرات النظام.
- الفتاة العمياء، التي تجسد معاناة النساء المظلومات في المجتمع القمعي.
- الطالب، فهو شخصية مقاومة ترفض خيانة الوطن رغم السجن والتعذيب، ويعبّر عن الأمل الخافت في الحرية.
- تظهر شخصيات أخرى مثل السجناء الأربعة، الذين يكشفون في حواراتهم عن قضايا الإيمان والحرية والكرامة.
- الكولونيل فارقان، رمز العنف والطغيان، ومساعد القس، الذي يمثل الجهل والخضوع والاستسلام للقدر.[3][4]

## اقتباسات من الرواية
اقتباسات تُجسّد الطابع الساخر والمأساوي في تصوير الاستبداد والديكتاتورية:
"سيدي الرئيس! سيدي الرئيس! السماء والأرض مَلِيئتان بأمجادك!" — تعبير ساخر يُبرز عبادة الشخصية الحاكمة .
"الذبابة ماتت، لكن الحقيقة ما زالت تطير." — إشارة رمزية إلى قمع الشهود وبقاء الحقيقة رغم الاستبداد .
"في هذا البلد، لا أحد يُسأل عن شيء، لأن كل شيء يُعرف مسبقًا." — نقد لغياب العدالة وسيطرة السلطة المطلقة .

"الجنون هو أن ترى الحقيقة وتُجبر على إنكارها." — وصف لحالة الاغتراب تحت الحكم القمعي

## أسلوب الرواية
رواية السيد الرئيس (El Señor Presidente) هي عمل أدبي للكاتب الغواتيمالي ميغل أنخل أستورياس، نُشرت عام 1946 وتُعد من أبرز روايات أدب أمريكا اللاتينية، حيث تُجسّد نقدًا لاذعًا للاستبداد والديكتاتورية من خلال تصوير رمزي لشخصية الحاكم المطلق. تستلهم الرواية أحداثها من حكم الديكتاتور الغواتيمالي مانويل إسترادا كابريرا، وتُقدّم بأسلوب يجمع بين الواقعية السحرية والسخرية السوداء، حيث يظهر الرئيس كشخصية غامضة ومخيفة تُدير البلاد بقرارات دموية وهمسات ناعمة، في ظل نظام قمعي يُحوّل الوطن إلى فضاء من الظلم والفساد. تتميز الرواية بلغة أدبية غنية، وتوظيف للرموز والأساطير الشعبية، وقد ساهمت في ترسيخ مكانة أستورياس كأحد رواد الأدب اللاتيني، مما أهّله لنيل جائزة نوبل في الأدب عام 1967.